# 성베드로학교
성베드로학교는 서울특별시 구로구에 소재하는 사립 특수학교이다. 지적장애 학생을 위한 교육환경을 만들기 위해 초등학교, 중학교, 고등학교, 전공과 과정이 통합된 형태의 학교이다.

## 개요
지적장애아동들을 위한 특수학교로 대한성공회 초대 서울교구장 이천환 주교와 성베드로학교 초대 교장이자 대한성공회 사제인 김성수 주교의 노력으로 1974년 11월 26일 설립되었으며,
당시에는 종교재단으로는 처음으로 지적장애 학생을 위한 학교 설립이었다.
초기에는 성미가엘 신학원(현 성공회대학교)의 피츠버그홀 일부를 빌려 교사로 사용하고, 구두인하우스를 생활관으로 꾸며, 13명의 지적장애아동들로 1974년 5월 23일 개교하였다.
장애인을 위한 특수교육기관이 없던 시대에 특수교육의 역사를 열었다는 의미를 갖고 있는 학교이다.
2020년 기준으로 총 28학급(초등학교 12학급, 중학교 6학급, 고등학교 6학급, 전공과 4학급)으로 구성되어 있다.

## 부지 현황
대지 4,743m2 / 교지(연면적) 5,402.82m2
교사동 1동(지상 7층/ 지하 1층) , 다목적체육관 1동(지상 3층)

## 학교 설명
교훈 : 서로 믿고 서로 돕고 서로 사랑하자
교화 : 개나리
교가
작사 작곡 : 이백천
하느님의 은총이 내리는 성베드로 동산에 돋아나는 어린싹이 모였습니다
하느님의 은총이 가득한 성베드로 동산에 피어나는 어린꽃이 모였습니다
십자가 뜨거우신 보혈로 진실한 사랑을 보게 하소서
아 아 우리의 성베드로 동산

## 교육내용
교육영역
- 교과교육, 치료교육활동(언어치료, 놀이치료 등), 재량활동, 특별활동, 현장학습

교육과정 및 교육내용
- 초등부 - 개인생활
- 중학부 - 사회생활
- 고등부 - 직업생활
- 전공과 - 직업교육

## 연혁
- 1973년 11월 26일 대한성공회 유지재단 학교 설립
- 1974년 5월 23일 대한성공회 유지재단 성베드로학교 개교(초대교장 김성수)
- 1975년 2월 초등부 과정 12학급 설립 인가
- 1975년 9월 성베드로학교 교사 및 기숙사 준공
- 1976년 9월 성베드로 외국인학교 개교[교장 김후리다 박사]
- 1978년 5월 26일 제10회 태평양지구 특수올림픽 참가
- 1979년 8월 8일 제5회 세계특수올림픽 참가
- 1981년 10월 3일 제1회 일본 특수올림픽 참가
- 1982년 11월 12일 제2회 일본 특수올림픽 참가
- 1983년 3월 성베드로학교 유아교육센터 및 레코텍(장난감 도서관) 개원
- 1983년 7월 12일 제6회 세계특수올림픽 참가
- 1984년 5월 개교 10주년 기념 및 제2대 교장 취임식(교장 유재숙)
- 1985년 2월 중등부 과정 6학급 설립 인가
- 1987년 10월 13일 캔터베리 대주교 본교 방문
- 1988년 3월 고등부 과정 6학급 설립 인가
- 1997년 3월 제3대 교장 취임식(교장 신성식)
- 2003년 3월 신축교사 준공식
- 2007년 12월 서울특수학교 경영평가 우수학교 표창
- 2009년 9월 제4대 교장 취임식(교장 곽현수)
- 2009년 12월 서울시교육청 전공과 설립 인가(1학급)
- 2011년 9월 제5대 교장 취임식(교장 김종례)
- 2011년 12월 서울시교육청 전공과 설립 인가(2학급)
- 2012년 2월 2011 인성계발실천사례연구대회 전국대회 기관부문 최우수상 수상
- 2014년 2월 서울시교육청 학교평가 우수학교 선정
- 2015년 9월 제6대 교장 취임식(교장 박용숙)
- 2019년 11월 교사동 외벽개선공사 준공
- 2019년 12월 서울시교육청 전공과 증설 인가(2년제,학년당 2학급, 총 4학급)
- 2024년 4월 다목적체육관(시몬관) 준공

## 타선 준공
- 계간지 《성 베드로 이야기》발행

## 같이 보기
- 대한성공회
- 성공회대학교
- 특수학교